# Радунская, Ирина Львовна
Ири́на Льво́вна Раду́нская (также Ирэ́н, род. 12 декабря 1926, Луганск) — советский и российский физик, писатель, популяризатор науки.

## Биография
Родилась в семье инженера, специалиста по сварке Льва Давидовича Радунского и Валентины Исаевны Радунской. Получила музыкальное образование. В 1952 году окончила Московский авиационный институт им. Серго Орджоникидзе, занималась электроникой, работала научным сотрудником в лаборатории автоматики Всесоюзного научно-исследовательского института стекла Министерства стройматериалов СССР. Начала печататься в 1955 году после встречи с мужем, Марком Ефремовичем Жаботинским. В 1960 году была принята в КПСС, в 1967 году — в Союз писателей СССР, впоследствии — в Союз писателей Москвы. В 1988 году участвовала в IX Конгрессе Международной ассоциации писателей-фантастов.

### Личная жизнь
Муж (и соавтор) — физик Марк Ефремович Жаботинский.

## Признание
- 1967 — лауреат премии Всесоюзного общества «Знание».
- 1976 — лауреат премии журнала «Огонек».
- 2017 — диплом Ассоциации книгоиздателей России в номинации «Лучшее издание по естественным наукам, технике, медицине» за книгу «Когда физики в цене».

## Публикации
- Радунская И. Л. Радиоспектроскопия. — Москва, 1958.
- Радунская И. Л., Жаботинский М. Е. Язык молекул. — Москва, 1958.
- Радунская И. Л., Жаботинский М. Е. Радио наших дней. — Москва, 1959.
- Радунская И. Л., Жаботинский М. Е. Время, по которому мы живём. — Москва, 1962.
- Радунская И. Л. Когда атомам тесно. — Москва, 1962.
- Радунская И. Л. Тайна космического излучения. — Москва, 1963.
- Радунская И. Л. Мазеры (квантовые генераторы). — Москва, 1964.
- Радунская И. Л. «Безумные» идеи / Послесловие академика А. И. Берга. — Москва: Молодая гвардия, 1967. — (Эврика).
- Радунская И. Л. Человек и машина. — Москва, 1965.
- Радунская И. Л. Превращения гиперболоида инженера Гарина. — Москва, 1966.
- Радунская И. Л. Аксель Берг — человек XX века. — Москва, 1971.
- Радунская И. Л. Крушение парадоксов. — Москва: Молодая гвардия, 1971. — (Эврика).
- Радунская И. Л. Предчувствия и свершения. Книга первая. Великие ошибки. — Москва, 1978.
- Радунская И. Л. Мир наизнанку. — Москва, 1979.
- Радунская И. Л. Кванты и музы. — Москва, 1980.
- Радунская И. Л. Предчувствия и свершения. Книга вторая. Призраки. — Москва, 1984.
- Радунская И. Л. Джунгли // Мир приключений / Сост. А. П. Кулешов. — Москва: Детская литература, 1984.
- Радунская И. Л. Люди и роботы. — Москва: Советская Россия, 1986.
- Радунская И. Л. Предчувствия и свершения. Книга третья. Единство. — Москва, 1987.
- Радунская И. Л. Пётр Николаевич Лебедев. — Москва, 1991.
- Радунская И. Л., Жаботинский М. Е. Квинтэссенция: книга первая. — Москва, 2005.
- Радунская И. Л. Проклятые вопросы. — Москва, 2005.
- Радунская И. Л. Четыре жизни академика Берга. — Москва, 2007.
- Радунская И. Л. Физики шестидесятых. — Москва, 2012.
- Радунская И. Л. Когда физики в цене. — Москва, 2015.